# Harmonia Ensemble
L'Harmonia Ensemble è un ensemble da camera italiano, attivo dal 1991 sotto la direzione di Giampiero Bigazzi.
All'inizio il trio (Orio Odori, clarinetto; Damiano Puliti, violoncello; Alessandra Garosi, pianoforte e, successivamente, Paolo Corsi, percussioni) aveva collaborato con molti altri musicisti durante la loro carriera. Il loro repertorio è eclettico, hanno rivisitato brani di musica contemporanea, musica etnica, musica popolare, jazz e musiche originali. Fra gli autori dei concerti e nella loro discografia (tutta prodotta e pubblicata da Materiali Sonori) figurano, fra gli altri, musiche di Nino Rota, Gavin Bryars, Frank Zappa, Roger Eno, Jimi Hendrix (con Paolo Lotti) e i Beatles, oltre a molte loro composizioni originali.

## Discografia
- 1992, Nino Rota
- 1993, In a Room (musiche di Roger Eno composte per Harmonia)
- 1994, Classical Music For Those With No Memory (musiche di Roger Eno composte per Harmonia)
- 1994, Harmonia meets Zappa
- 1996, Events Line
- 1997, Hendrix (disco di Paolo Lotti)
- 1999, The North Shore (musiche di Gavin Bryars composte per Harmonia)
- 2001, Gypsies (raccolta con la Kočani Orkestar)
- 2001, Fellini (L'uomo dei sogni) (con Stefano Bollani)
- 2002, Ulixes (con la Kočani Orkestar)
- 2008, D.D.E.E. - Dieci Danze Erotiche Eretiche (musica di Orio Odori)
- 2016, Yellow Penguin
- 2023, I Sogni di Federico (musica di Orio Odori)